# Lapposmittia parvibarba
Lapposmittia parvibarba är en tvåvingeart som beskrevs av Edwards 1939. Lapposmittia parvibarba ingår i släktet Lapposmittia och familjen fjädermyggor. Arten är reproducerande i Sverige. Inga underarter finns listade i Catalogue of Life.